# Dobropolje
Dobropolje je naseljeno mjesto u sastavu općine Tešanj, Federacija Bosne i Hercegovine, BiH.

## Zemljopis
Nalazi se u južnom dijelu općine Tešanj i dijeli se na Donje, Srednje (Trzna) i Gornje Dobropolje. Donje Dobropolje dijelom leži uz regionalnu cestu Prnjavor-Novi Šeher, a ista cesta ide k poznatom odmaralištu i zračnoj banji Tešanjski Kiseljak.
Okolna naselja s kojima Dobropolje graniči su: Raduša (Kotlanice), Mekiš, Jablanica, Čaglići i Tugovići.

## Stanovništvo
| Dobropolje         |              |              |              |
| godina popisa      | 1991.        | 1981.        | 1971.        |
| Muslimani          | 763 (96,95%) | 724 (96,14%) | 604 (97,26%) |
| Hrvati             | 7 (0,88%)    | 9 (1,19%)    | 10 (1,61%)   |
| Srbi               | 0            | 5 (0,66%)    | 6 (0,96%)    |
| Jugoslaveni        | 2 (0,25%)    | 8 (1,06%)    | 0            |
| ostali i nepoznato | 15 (1,90%)   | 7 (0,92%)    | 1 (0,16%)    |
| ukupno             | 787          | 753          | 621          |

Do popisa 1991. godine, selo se zvalo Dobro Polje.